# Terex Demag MAC 50

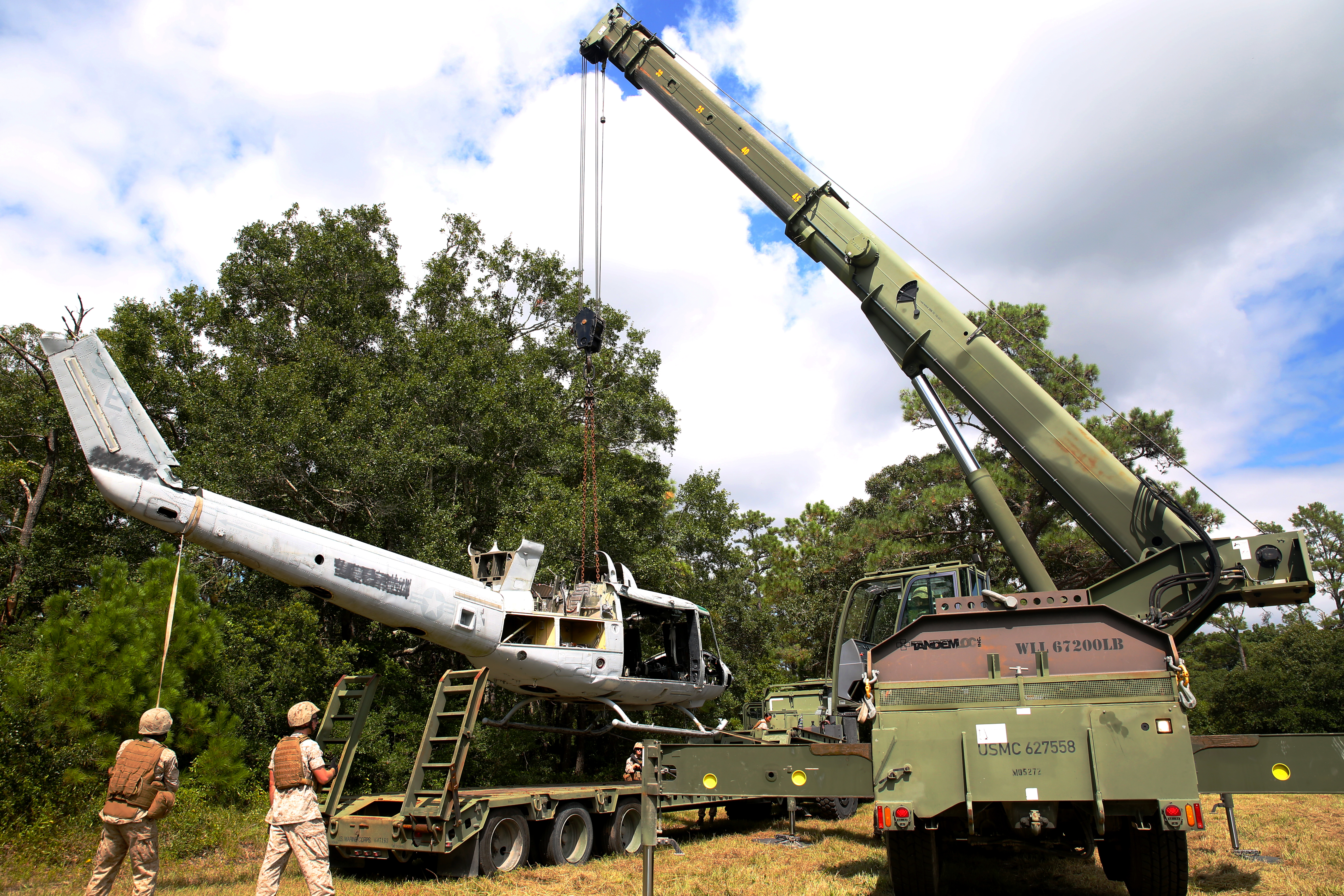
Terex Demag MAC 50 des USMC bei einer Übung

Der Terex Demag MAC 50 (Military All-Terrain Crane) ist ein Fahrzeugkran, der für das US Marine Corps auf Basis des AC50-1 von Terex Cranes Germany entwickelt wurde.
Es wurden vier Prototypen im Werk Zweibrücken zu Testzwecken gebaut. Ein Auftrag über 130 Geräte im Gesamtwert von ca. 88,6 Millionen US-Dollar wurde im Juni 2006 erteilt. Der Kran hat eine Watfähigkeit von 1,5 Metern im Salzwasser und der Ausleger mit vier Auslegerkästen endet hinter dem Führerhaus des Unterwagens. Zusätzlich sind mehrere Hubösen zum Heben des Krans an einem fremden Kran bzw. zum Befestigen beim Luft- oder Seetransport vorhanden.

## Daten
- Gesamtlänge: 11,44 m
- Gesamtbreite: 2,55 m
- Gesamthöhe: 3,60 m
- Leergewicht: 31,7 t
- Anzahl Auslegerkästen: 4
- Tragfähigkeit: 45 t
- Höchstgeschwindigkeit: 76 km/h
- Leistung: 333 PS (250 kW) Cummins-Dieselmotor mit Allison-Getriebe(Allradantrieb)
- Anzahl Achsen: 4